# Alfio Peraboni
Alfio Peraboni (Monza, 8 de maio de 1954 — 11 de janeiro de 2011) é um velejador italiano, medalhista olímpico. Ele competiu nos Jogos Olímpicos de Verão de 1980 e 1984 na classe Star e conquistou a medalha de bronze em ambas ocasiões ao lado de Giorgio Gorla.
Os dois inicialmente alcançaram o terceiro lugar no Campeonato Mundial no Rio de Janeiro em 1980, antes de conquistarem o título em Villamoura quatro anos depois. Em 1985 também se sagraram campeões europeus.